# Сфагнум сосочковий
Сфагнум сосочковий (Sphagnum papillosum) — вид мохів порядку торфовикальних (Sphagnales).

## Поширення
Батьківщиною є Європа, Макаронезія, Північна Америка, Азія.
Цей вид широко розповсюджений на відкритих оліготрофних і слабомезотрофних болотах і заболочених місцях, особливо на глибоких вологих торфах. Він також трапляється в бідних болотах, біля струмків або в річках, на берегах зарослих озер, у заболочених соснових лісах, у перехідних осокових і еквізетових болотах і в тундрових болотах. Росте на висотах 0–1900 метрів.

## Характеристика
Майже всі екземпляри Sphagnum papillosum мають сосочки в клітинах хлорофілу листків гілок; але деякі гладкі форми також були знайдені. Стебло коричневе. Стеблові листки мають розміри 1,3×0,7 мм. Голови зазвичай незначно збільшені. Гілки, як правило, короткі та тупі. Вони утворюють пучки гілок з двома відростаючими і двома-трьома повислими гілками та виступаючими листками. Листки гілок мають яйцеподібну форму і розміром 1,7 × 1 мм. Коробочки забезпечені численними колоноподібними групами клітин і містять спори розміром від 26 до 36 мкм. Вони більш бородавчасті на ділянках, розташованих близько до поверхні, ніж у віддалених регіонах. Коробочки дозрівають з середини літа до кінця літа.